# Désastre d'Aznalcóllar
Le désastre d'Aznalcóllar est une catastrophe écologique de pollution des eaux survenue le 25 avril 1998 à la suite de la rupture de retenue de l'exploitation minière de Los Frailes appartenant à l'entreprise Boliden AB en bordure du Parc national de Doñana.